# Ibrahim-begova mešita (Bělehrad)
Ibrahim-begova mešita (srbsky Ибрахим бегова џамија, turecky İbahim Bey Camii) byla jedna z hlavních mešit v Bělehradě v období turecké nadvlády i po ní. Nedochovala se do současné doby. 
Mešita byla postavena v druhé polovině 16. století, nejspíše v 70. nebo 80. letech. Nacházela se na rohu dnešních ulic Knez Mihailova a Obilićev venac, na místě bývalého obchodního domu (Knez Mihailova 5). Původně byla součástí rozsáhlejšího komplexu, do kterého spadaly i veřejné lázně (hamam), islámská škola (medresa) a zájezdní hostinec (han/karavanseraj). Nedaleko ní se nacházelo pohřebiště. Na dnešní třídě Knez Mihailova se nacházelo za turecké vlády celkem pět mešit. Mešita zanikla v souvislosti s přestavbou Bělehradu podle plánu urbanisty Emilijana Josimoviće z 60. let 19. století. Tehdy došlo k napřímení řady ulic v centru města, navíc se turecké obyvatelstvo bylo nuceno již dříve vystěhovat a potřeba tak velkého svatostánku pro tuto komunitu věřících již nebyla potřebná.